# Command & Conquer: Red Alert 2
Command & Conquer: Red Alert 2 (vaak afgekort tot Red Alert 2 of RA2) is een real-time strategyspel ontwikkeld door Westwood Pacific. Het spel wordt uitgegeven door EA Games en kwam in Europa op 27 oktober 2000 uit voor Microsoft Windows.
EU: 27 oktober 2000 Het is het tweede deel in de Red Alert-reeks binnen de Command & Conquer-serie en volgt Command & Conquer: Red Alert op. In 2001 kwam een uitbreidingspakket voor Red Alert 2 uit, Yuri's Revenge genaamd en in 2008 kwam als vervolg op het spel Command & Conquer: Red Alert 3 uit.

## Ontwikkeling
Ondanks het succes van het in 1996 uitgekomen Command & Conquer: Red Alert werd Westwood Studios kort na de uitgave van het spel in de verkoop gezet samen met andere eigendommen van de door financiële problemen geteisterde eigenaar van de studio, de Spelling Entertainment Group. De studio werd eind 1998 voor 122,5 miljoen dollar door Electronic Arts gekocht, enkel nadat de activa van de Spelling Group los van elkaar werden aangeboden. Als onderdeel van de overeenkomst werd de in Irvine gevestigde ontwikkelstudio van Virgin Interactive (tevens een dochteronderneming van de Spelling Group) ook overgenomen door Electronic Arts. De studio werd hernoemd naar Westwood Pacific en onder direct toezicht van Westwood Studios geplaatst. De studio begon zijn werk aan een vervolg op Red Alert, een voor de ontwikkelaars nieuwe serie, terwijl Westwood Studios zich bezighield met het afmaken van Command & Conquer: Tiberian Sun en de verdere ontwikkeling van Command & Conquer: Renegade.
Het spel werd voor het eerst aangekondigd in april van 2000 en was ook aanwezig op de Electronic Entertainment Expo (E3) van dat jaar.
In juli 2000 kondigde Westwood aan dat Red Alert 2 op 15 september 2000 de release to manufacturer-status zou bereiken, wat tot gevolg zou hebben dat het spel ergens midden oktober uit zou komen. Op 21 oktober 2000 kwam Red Alert 2 uit in Noord-Amerika; zes dagen later, op 27 oktober, was het spel beschikbaar in Europa.

## Gameplay

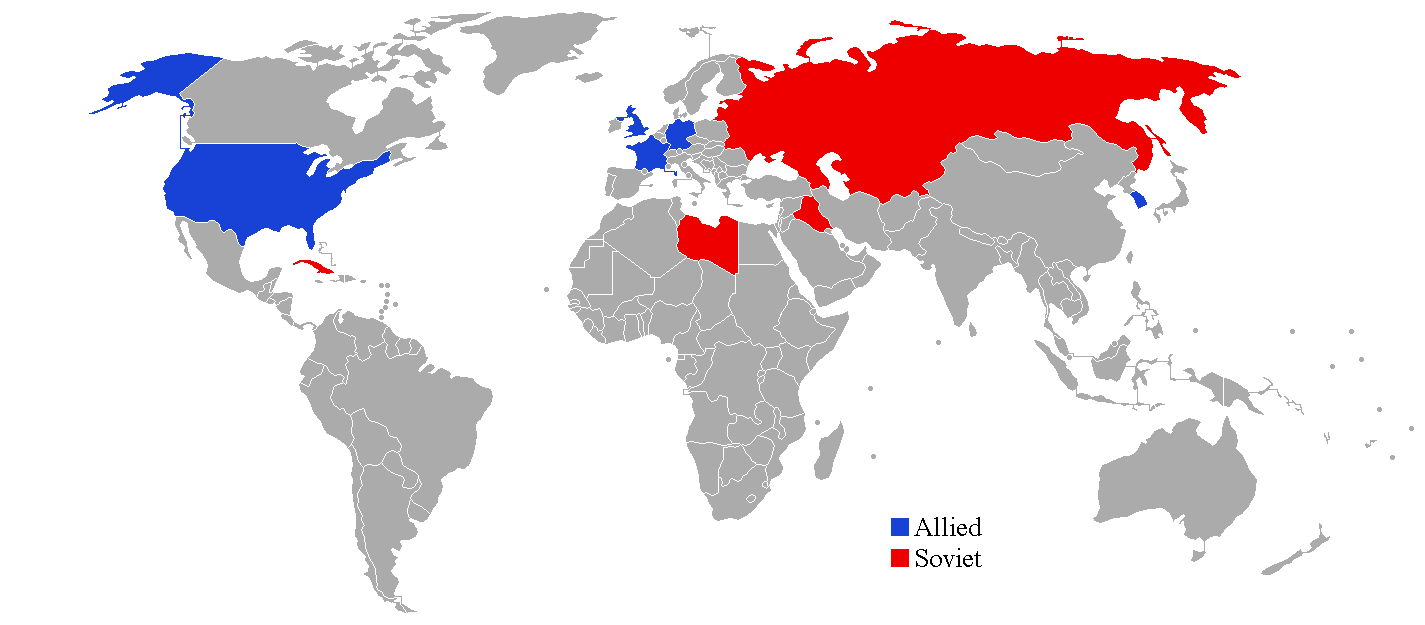
Speelbare landen in de multiplayer:
Geallieerden
Sovjet-Unie

Command & Conquer: Red Alert 2 is een real-time strategyspel in 2D, met een isometrische tekentechniek waarbij een tweedimensionaal spel de illusie wekt van een driedimensionale wereld. De speler heeft de controle over alle eenheden van zijn eigen factie en moet proberen die van de tegenstander te elimineren. In de singleplayer wint de speler als alle primaire missies zijn voltooid. De multiplayermodus vereist de speler om alle vijandelijke eenheden en gebouwen te vernietigen.
De speler kan gebouwen, infanterie en voer-, vaar- en vliegtuigen kopen voor geld dat verdiend wordt door het mijnen van erts, en het pompen van olie door jaknikkers in te nemen. De speler begint met enkel een bouwwerf en ontgrendeld nieuwe gebouwen en eenheden door, als ware het een skill tree, nog ongebouwde constructies te bouwen. Eenheden hebben op persoonlijk niveau ook een vorm van progressie via het veteraansysteem. Elke eenheid kan maximaal twee maal opwaarderen (eerst tot "veteraan" en daarna tot "elite"), waar elk niveau hoger de eenheid in kwestie sneller, preciezer en schadebestendiger maakt. Het eliteniveau bereiken gaat gepaard met het krijgen van zelfgenezend vermogen. Enkele eenheden krijgen daarnaast ook een speciale functie; zo kan een Tesla Trooper meerdere vijanden tegelijk aanvallen en wordt bij een War Miner bijvoorbeeld zijn machinegeweer vervangen door een sterker en efficiënter kanon.
De grafische gebruikersomgeving wordt voornamelijk gebruikt voor de minimap en de bouwopties, maar toont ook de huidige geldvoorraad, het stroomverbruik en enkele formatieopties voor eenheden. Tussen missies wordt de speler via Full Motion Video's (FMV's) op de hoogte gebracht van vorderingen in het verhaal. Tijdens missies wordt op bepaalde momenten de minimap vervangen door een FMV om veranderende of nieuwe missiedoelen door te geven.
| Spelmodus       | Omschrijving                                                                 |
| --------------- | ---------------------------------------------------------------------------- |
| Battle          | De speler kan allianties met andere spelers sluiten                          |
| Free For All    | De speler kan geen allianties met andere spelers sluiten                     |
| Cooperative     | Twee spelers spelen samen tegen computerbestuurde vijanden                   |
| Unholy Alliance | De spelers beginnen met zowel een geallieerde als een Sovjet-Russische basis |
| Megawealth      | De spelers kunnen enkel geld verdienen door het veroveren van jaknikkers     |
| Land Rush       | Alle spelers starten op één centraal punt op de map                          |
| Meat Grinder    | De spelers zijn gelimiteerd tot landeenheden                                 |
| Naval Warfare   | De spelers zijn gelimiteerd tot vaartuigen                                   |

### Multiplayer
De speler kan in de multiplayermodus met maximaal vier spelers spelen, via zowel internet als LAN-verbindingen. De speler kan in de multiplayer als 9 verschillende landen spelen, elk deel van of de geallieerden of de Sovjet-Unie. Elk land heeft één eenheid of gebouw die exclusief door dat land kan worden gebruikt. De speelbare geallieerde landen zijn de Verenigde Staten, het Verenigd Koninkrijk, Duitsland, Frankrijk en Zuid-Korea; de landen van de Sovjet-Unie zijn Rusland, Cuba, Libië en Irak.
Command & Conquer: Red Alert 2 zag de introductie van verschillende spelmodi (zie tabel). Niet alle maps zijn speelbaar in elke modus. Daarnaast zag de multiplayer ook de introductie van een laddertoernooi en een "World Domination Tour", vergelijkbaar met die uit Command & Conquer: Tiberian Sun.

### Eenheden
De eenheden van beide kanten zijn verschillend van elkaar, op enkele basiseenheden als een engineer en attack dog na. De gevechten focussen zich op voornamelijk land- en zeegevechten. Luchtvaartuigen kunnen enkel op land- of zeedoelen schieten en zijn dus niet bij machte om andere luchtvaartuigen neer te halen.
| Geallieerde eenheden        | Geallieerde eenheden | Geallieerde eenheden            | Geallieerde eenheden     |
| Naam                        | Omschrijving | Ontgrendeld door                | Exclusiviteit voor       |
| Infanterie                  | Infanterie | Infanterie                      | Infanterie               |
| --------------------------- | --- | ------------------------------- | ------------------------ |
| G.I.                        | Standaardsoldaat; kan zichzelf ingraven voor betere bescherming                                                                                        | Barracks                        |                          |
| Engineer                    | Kan eigen gebouwen en bruggen repareren en neutrale en vijandelijke gebouwen innemen                                                                   | Barracks                        |                          |
| Attack dog                  | Dood infanterie met één beet; enige eenheid die spionnen kan ontdekken                                                                                 | Barracks                        |                          |
| Rocketeer                   | Vliegen door middel van jetpacks en kunnen enkel worden aangevallen door luchtdoelraketten                                                             | Barracks + Air Force Command    |                          |
| Spy                         | Nemen de gedaante van een vijandige soldaat aan en kunnen gebouwen tijdelijk deactiveren; kunnen enkel worden ontdekt door attack dogs                 | Barracks + Battle Lab           |                          |
| Tanya                       | Dood vijanden met haar pistool in één schot; kan bruggen, schepen en gebouwen met C-4 in een keer vernietigen                                          | Barracks + Battle Lab           |                          |
| Chrono Legionnaire          | Kan door de map teleporteren. Hoe verder weg hij teleporteert, hoe langer hij inactief moet blijven op zijn nieuwe locatie, vatbaar voor vijandig vuur | Barracks + Battle Lab           |                          |
| Sniper                      | Doodt vijanden met een enkel schot, maar heeft een lange herlaadtijd tussen schoten                                                                    | Barracks + Air Force Command    | Verenigd Koninkrijk      |
| Pantservoertuigen           | |                                 |                          |
| Chrono Miner                | Mijnt Tiberium voor geld; kan direct naar de Ore Refinery teleporteren                                                                                 | War Factory                     |                          |
| Grizzly Tank                | Basistank | War Factory                     |                          |
| IFV                         | Snel gevechtsvoertuig waar bepaalde infanterieleden in geplaatst kunnen worden, waarna het voertuig een extra functie krijgt                           | War Factory                     |                          |
| Mobile Construction Vehicle | Verandert op activatie in een Construction Yard | War Factory + Service Depot     |                          |
| Prism Tank                  | Schiet een krachtige lichtstraal die na het raken van een tegenstander splijt en andere dichtstbijzijnde tegenstanders raakt                           | War Factory + Battle Lab        |                          |
| Mirage Tank                 | Camoufleert zich in stilstand als een boom en kan uit deze staat schieten                                                                              | War Factory + Battle Lab        |                          |
| Tank Destroyer              | Tank gespecialiseerd in het vernietigen van andere tanks                                                                                               | War Factory + Air Force Command | Duitsland                |
| Militaire luchtvaartuigen   | |                                 |                          |
| Harrier                     | Gevechtsvliegtuig sterk tegen gebouwen en kolommen van vijanden                                                                                        | Air Force Command               | Allen behalve Zuid-Korea |
| NightHawk Transport         | Helikopter onzichtbaar voor radar die andere eenheden kan verplaatsen                                                                                  | War Factory                     |                          |
| Black Eagle                 | Gevechtsvliegtuig sterk tegen gebouwen en kolommen van vijanden; heeft meer bescherming dan de Harrier                                                 | Air Force Command               | Zuid-Korea               |
| Oorlogsschepen              | |                                 |                          |
| Destroyer                   | Vliegdekschip dat kan schieten tegen zee- en landeenheden; kan onderzeeërs vernietigen door de Ospreys op het schip                                    | Naval Yard                      |                          |
| Amphibious Transport        | Hovercraft geschikt voor het amfibische vervoer van andere eenheden                                                                                    | Naval Yard                      |                          |
| Aegis Cruiser               | Uitgerust met luchtdoelraketten | Naval Yard + Air Force Command  |                          |
| Dolphin                     | Valt aan met een sonarapparaat; onzichtbaar voor radar                                                                                                 | Naval Yard + Battle Lab         |                          |
| Aircraft Carrier            | Vervoert Hornets die vijanden beschieten | Naval Yard + Battle Lab         |                          |

| Sovjet-Russische eenheden   | Sovjet-Russische eenheden | Sovjet-Russische eenheden   | Sovjet-Russische eenheden |
| Naam                        | Omschrijving | Ontgrendeld door            | Exclusiviteit voor        |
| Infanterie                  | Infanterie | Infanterie                  | Infanterie                |
| --------------------------- | --- | --------------------------- | ------------------------- |
| Conscript                   | Standaardsoldaat; goedkoper dan geallieerde tegenhanger                                                                                               | Barracks                    |                           |
| Engineer                    | Kan eigen gebouwen en bruggen repareren en neutrale en vijandelijke gebouwen innemen                                                                  | Barracks                    |                           |
| Attack dog                  | Dood infanterie in één beet; enige eenheid die spionnen kan ontdekken                                                                                 | Barracks                    |                           |
| Tesla Trooper               | Schiet een elektrische straal via een draagbare teslatransformator; kunnen bij gebrek aan stroom Tesla Coils toch laten werken                        | Barracks                    |                           |
| Flak Trooper                | Effectief tegen zowel grond- als luchtdoelen door gebruik van flak                                                                                    | Barracks + Radar Tower      |                           |
| Crazy Ivan                  | Valt aan door gebruik te maken van dynamiet; kan zowel gebouwen als eigen eenheden met dynamiet aansluiten                                            | Barracks + Radar Tower      |                           |
| Psi-Corps Trooper (Yuri)    | Kan binnen een bepaalde radius één vijandige eenheid besturen; bij doodgaan wordt de eenheid teruggegeven aan het andere team                         | Barracks + Battle Lab       |                           |
| Desolator                   | Schiet bundels met radioactief materiaal | Barracks + Radar Tower      | Irak                      |
| Terrorist                   | Voert bij activatie een zelfmoordaanslag uit | Barracks + Radar Tower      | Cuba                      |
| Pantservoertuigen           | |                             |                           |
| War Miner                   | Mijnt Tiberium voor geld; bezit een defensieve geschuttoren die automatisch wordt gebruikt als er vijandelijke troepen in de buurt zijn               | War Factory                 |                           |
| Rhino Heavy Tank            | Basistank | War Factory                 |                           |
| Flak Track                  | Snel gevechtsvoertuig effectief tegen zowel grond- als luchtdoelen door gebruik van flak                                                              | War Factory                 |                           |
| Terror Drone                | Mechanische spin die op een vijandig voertuig kan springen en het daarna van binnenuit vernietigd; kan enkel worden vernietigd door een Service Depot | War Factory                 |                           |
| Mobile Construction Vehicle | Verandert op activatie in een Construction Yard | War Factory + Service Depot |                           |
| V3 Launcher                 | Fysiek zwak maar kan krachtige V3-raketten afvuren op lange afstand                                                                                   | War Factory + Radar Tower   |                           |
| Apocalypse Tank             | Tank die veel schade kan hebben; effectief tegen zowel grond- als luchtdoelen                                                                         | War Factory + Battle Lab    |                           |
| Tesla Tank                  | Maakt gebruik van teslatransformators om vijanden schade aan te doen                                                                                  | War Factory + Radar Tower   | Rusland                   |
| Demolition Truck            | Voert bij activatie een zelfmoordaanslag uit | War Factory + Radar Tower   | Libië                     |
| Militaire luchtvaartuigen   | |                             |                           |
| Kirov Airship               | Trage Zeppelin die ongeleide bommen op vijandige eenheden laat vallen                                                                                 | War Factory + Battle Lab    |                           |
| Oorlogsschepen              | |                             |                           |
| Typhoon Attack Sub          | Onderzeeboot die met krachtige torpedo's zeedoelen kan aanvallen; onzichtbaar op de radar                                                             | Naval Yard                  |                           |
| Amphibious Transport        | Hovercraft geschikt voor het amfibische vervoer van andere eenheden                                                                                   | Naval Yard                  |                           |
| Sea Scorpion                | In staat om alle type vijanden aan te vallen en kan ook raketten uit de lucht schieten                                                                | Naval Yard + Radar Tower    |                           |
| Giant Squid                 | Kan met zijn tentakels vijandige schepen grijpen en ze verscheuren                                                                                    | Naval Yard + Battle Lab     |                           |
| Dreadnought                 | Kan van lange afstand V3-raketten afvuren | Naval Yard + Battle Lab     |                           |

## Verhaal
Red Alert 2 vervolgt het verhaal van de geallieerden in Command & Conquer: Red Alert. Nu de Sovjet-Unie in puin ligt na de tegenaanval van de geallieerden, wordt een lid van Huis Romanov, Alexander Romanov (Nicholas Worth), aangewezen als de nieuwe premier. Romanov houdt de schijn op dat hij zich schikt in de nieuwe situatie waar de Sovjet-Unie fungeert als een vazalstaat, maar bouwt in de tussentijd een groot leger op voor een invasie van de Verenigde Staten.
Het spel begint met de start van de Sovjet-Russische invasie die de Amerikaanse strijdkrachten verrassen. Als antwoord hierop beveelt de Amerikaanse president Michael Dugan (Ray Wise) tot het afvuren van kernraketten op de Sovjet-Unie. Yuri (Udo Kier), leider van het "Soviet Psychic Corps", gebruikt zijn paranormale hersenspoelingskrachten op het personeel van de kernwapenbasis waardoor de deuren van de raketsilo's niet worden geopend en de raketten in de silo's ontploffen. De Verenigde Staten wordt binnen luttele uren door de Sovjet-Russische strijdkrachten overspoeld.
De speler speelt als commandant van verscheidene eenheden. De briefing van elke missie wordt vaak geïnitieerd door de leider van de campagne (ofwel premier Romanov of president Dugan) die de situatie van het conflict toelicht, gevolgd door de specifieke informatie van de missie door de Amerikaanse luitenant Eva Lee (Athena Massey) of de Sovjet-Russische luitenant Zofia (Aleksandra Kaniak).

### Geallieerde campagne
De campagne van de geallieerden begint met een team van speciale eenheden, onder leiding van Tanya Adams (Kari Wührer), die de opdracht hebben om de Sovjet-Russische invasie van New York tegen te gaan. Nadat de invasie succesvol wordt gestopt in de stad begeven Tanya en de speler zich naar Colorado Springs, alwaar zij proberen de United States Air Force Academy proberen te bevrijden. De speler leert daarna dat Yuri een "Psychic Beacon" heeft ontwikkeld, een apparaat dat iedereen in een groot gebied na een korte tijd van blootstelling hersenspoelt. Zowel de Amerikaanse president Michael Dugan, generaal Ben Carville (Barry Corbin) als vele ambtenaren worden beïnvloed wat leidt tot de Amerikaanse capitulatie. Nadat de speler de hersenspoelstellage heeft vernietigd, vluchten de president en aanhang naar het nog veilige Canada terwijl Washington D.C. in de handen van de Sovjet-Unie komt.
Als de Amerikaanse overheid zich vestigt in Canada, leert de speler dat er in Chicago eenzelfde hersenspoelapparaat is geplaatst, ditmaal met een versterker dat de reikwijdte van de machine vergroot waardoor bij gebruik het complete land beïnvloed zou worden. In reactie beginnen de Amerikanen snel aan een offensief op Chicago en weten zowel de machine als de versterker te vernietigen. Als wraakactie meldt de Sovjet-Russisch generaal Vladimir (Adam Gregor) dat Chicago nu geen nut meer voor hem heeft en lanceert een kernraket die de stad compleet vernietigd.
De interesse van de leiders van Duitsland, Frankrijk en het Verenigd Koninkrijk wordt meteen gewekt en ze stemmen in om de Verenigde Staten te helpen, mits de Amerikanen eerst raketsilo's van de Sovjet-Unie in Polen onschadelijk maken. President Dugan zet de speler op de zaak en samen met Tanya worden de silo's heimelijk onbruikbaar gemaakt. Met de extra mankracht van de Europese landen start het Amerikaanse leger een amfibische aanval om Washington D.C. opnieuw in handen te krijgen. De operatie slaagt en de speler moet direct een aanval weren die door de Sovjet-Unie werd gelanceerd op de Hawaïaanse eilanden.
Ondanks het succes, heeft de Sovjet-Unie nog een groot deel van de Verenigde Staten in bezit en door het verliezen van een groot gebied rond de Mississippi wordt de beweging van militaire eenheden tussen de westelijke en oostelijke staten vermoeilijkt. Derhalve wordt door de Amerikanen de strategische gelegen stad Saint Louis bevrijd. Ondertussen komen Amerikaanse geheime diensten erachter dat Sovjet-Russische onderzoekers in Tulum, Mexico bezig zijn met de productie van een replica van de Amerikaanse "prism technology", een wapensysteem dat met gerichte energiestralen vijanden kan uitschakelen. Het onderzoeksstation wordt compleet vernietigd en alle informatie over de technologie beschermd.
De speler wordt dan voor de tweede maal naar Europa gestuurd, ditmaal om het laboratorium van Albert Einstein (Larry Gelman) in het Zwarte Woud te beschermen. Einstein heeft op dat moment al een prototype van een "Chronosphere", een apparaat met de mogelijkheid om troepen over de hele wereld te teleporteren. Nadat de veiligheid van Einstein is verzekerd, meldt hij dat ze het best de Chronosphere kunnen stationeren op Florida Keys, een eiland dicht bij Cuba gelegen. Hiervandaan gebruiken de Amerikaanse troepen de teleportatiemogelijkheden door eerst Sovjet-Russische raketsilo's onschadelijk te maken en daarna om te teleporteren naar het centrum van Moskou, de hoofdstad van de Sovjet-Unie. Na het verslaan van de Zwarte Garde en het innemen van het Kremlin, wordt premier Romanov gepakt door het team van Tanya. De Sovjets tekenen voor een nederlaag en verliezen hierdoor de oorlog.

### Sovjet-Russische campagne
De campagne van de Sovjet-Unie begint met een briefing van premier Alexander Romanov over de geplande invasie in de Verenigde Staten. De eerste opdracht aan de speler is om het hoofdkantoor van de Amerikaanse strijdkrachten, het Pentagon, te vernietigen. Direct daarna wordt een invasie in Florida gelanceerd ter vernietiging van een groot deel van de Amerikaanse vloot aan de oostkust van de Verenigde Staten, die de invasie vanuit de Sovjet-Unie zou dwarszitten. Terwijl de speler grotendeels verantwoordelijk is voor de overwinningen, eist generaal Vladimir (Adam Gregor) alle lof op. Terwijl de generaal schittert door afwezigheid tijdens briefings, adviseert Yuri om New York in te nemen met een "Psychic Beacon", een apparaat dat iedereen in een groot gebied na een korte tijd van blootstelling hersenspoelt. De speler volgt zijn advies en als een geallieerd onderzoeksstation eenmaal is ingenomen, wordt de "Psychic Beacon" ingezet en staat de hele stad onder de controle van de Sovjets.
Om de succesvolle aanvallen van de Sovjets tegen te gaan, lanceren geallieerde strijdkrachten een amfibische aanval vanuit Korea op Vladivostok. De invasie wordt echter met brute kracht teruggeslagen. Door de vorderingen in de situatie, kiezen zowel Duitsland als Frankrijk ervoor om zich met de geallieerden te vervoegen en troepen naar Polen te sturen om daar de Amerikaanse strijdkrachten te helpen met het gevecht tegen de Sovjets. Door het grootschalige vertrek van Franse soldaten uit Frankrijk start de Sovjet-Unie met een aanval op Parijs. De Eiffeltoren (in het spel "Paris Tower" genoemd) wordt door de Sovjets gebruikt als een grote teslatransformator (tesla coil) door enkele "Tesla Troopers", eenheden die elektrische stralen kunnen afvuren, de Eiffeltoren onder stroom te laten zetten. De elektrische Eiffeltoren zorgt in een mum van tijd voor de verovering van Parijs. Daarnaast worden enkele andere slagen op Europese grond door de Sovjets gewonnen, waardoor de Europese landen die versterking verschaften aan de Verenigde Staten nu zelf hulp nodig hebben.
Yuri krijgt dan van premier Romanov de volledige militaire leiding. Generaal Vladimir beschuldigt Yuri ervan zijn paranormale hersenspoelingskrachten gebruikt te hebben om de macht in handen te krijgen, al ontkend Yuri alle beschuldigingen. De speler leert dat de Amerikanen een "Chronosphere" hebben ontwikkeld waarmee troepen over de hele wereld kunnen teleporteren en dat de Amerikanen van plan zijn dit apparaat te gebruiken om af te reizen naar een Sovjet-Russisch onderzoeksstation "van essentiële waarde" in het Oeralgebergte. De speler krijgt dan de opdracht om het onderzoeksstation te verdedigen en kort nadat de locatie veilig is, meldt Yuri dat Romanov vermoord is door generaal Vladimir. Hij beveelt de speler daarna om naar Washington D.C. te reizen om Vladimir te vermoorden. Het Witte Huis wordt ingenomen en Vladimir wordt met behulp van hersenspoeling gevangengenomen. Een volgende missie zorgt ervoor dat president Michael Dugan, en daardoor indirect het leger, onder controle van de Sovjets komt te staan door hersenspoeling.
De Sovjets komen erachter dat de Amerikanen een superwapen ontwikkelen dat krachtig onweer kan creëren en daarmee veel schade aan kan richten. In reactie hierop wordt opnieuw een amfibische aanval gestart om het "Weather Control Device", gestationeerd op de Britse Maagdeneilanden, te vernietigen. De speler leert daarna van luitenant Zofia dat er bewijs is dat Yuri premier Romanov hersenspoelde. De speler trekt met een groot aantal troepen naar Moskou om de strijd aan te gaan met Yuri. Als deze gewonnen is en er verondersteld wordt dat Yuri dood is, blijkt dat de Amerikanen in Alaska nog een "Chronosphere" hebben. Deze wordt snel vernietigd en de wereld staat vrij om overgenomen te worden door de Sovjet-Unie.

### Yuri's Revenge
In het uitbreidingspakket Yuri's Revenge heeft Yuri zich afgescheiden van de Sovjets en probeert hij met een eigen leger de hele wereld over te nemen. De singleplayer bevat compleet nieuwe campagnes voor zowel de geallieerden als de Sovjet-Unie. In de multiplayer is Yuri als een nieuwe speelbare partij met een variëteit aan psychische technologie beschikbaar.

## Ontvangst
| Recensiescore                                         | Recensiescore |
| Recensieverzamelaar                                   | Score         |
| ----------------------------------------------------- | ------------- |
| GameRankings                                          | 86.29%        |
| Metacritic                                            | 84/100        |
| Publicist                                             | Score         |
| Eurogamer                                             | 9/10          |
| GameSpot                                              | 8,5/10        |
| GameSpy                                               | 80/100        |
| IGN                                                   | 9,3/10        |
| PC Gamer (VK)                                         | 8,5/10        |
| PC Player                                             | 85/100        |
| The Adrenaline Vault                                  | 4,5/5         |
| Award(s)                                              |               |
| PC Gamer Top 100 2010: 53e PC Gamer Top 100 2014: 61e |               |
| PC Player: Beste strategiespel uit 2000               |               |
| VUD: Gold Award                                       |               |

### Recensies
Het spel is door recensenten goed ontvangen en heeft op beide Metacritic en GameRankings een gemiddelde score van rond de 8,5.
Eurogamer gaf het spel een negen en benoemde praktisch exclusief pluspunten, waaronder de Full Motion Video's tijdens het spelen, de nieuwe superwapens en de gebalanceerde eenheden van de verschillende mogendheden. Benoemd werd echter ook dat de kunstmatige intelligentie af en toe te wensen overlaat. Het Duitse computerspeltijdschrift PC Player gaf het spel een 8,5 en benoemde het begin 2001 het beste strategiespel van het vorige jaar.

### Verkoop
In de eerste week na de release van Red Alert 2 verscheepte EA Games één miljoen exemplaren van het spel. Al is het aantal verscheepte exemplaren niet indicatief voor het totaal aantal verkochte spellen, bereikte het spel die week de toppositie op de verkooplijsten. In de maand die volgde, zou het het meest verkopende spel blijven.
Van de Verband der Unterhaltungssoftware Deutschland kreeg het spel een "Gold-Award" voor het verkopen van meer dan honderdduizend exemplaren in Duitsland, Oostenrijk en Zwitserland.

## Muziek

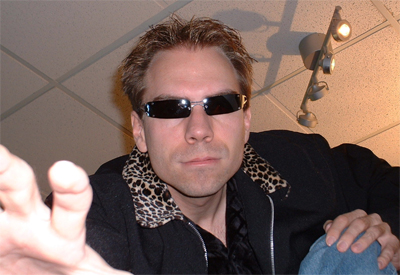
Frank Klepacki, componist van de Command & Conquer: Red Alert 2-soundtrack

De muziek in Red Alert 2 is gecomponeerd door Frank Klepacki en geproduceerd door Westwood. Alle nummers uit het spel werden uiteindelijk verkocht als Red Alert 2 Original Soundtrack. De totale speelduur van de speellijst is 63 minuten en negentien seconden. Het themalied van het spel is een herschreven versie van de "Hell March" uit de eerste Red Alert. De soundtrack bestaat uit heavy metal-nummers met een hoog tempo. Hiervoor werd gekozen nadat het in 1999 uitgekomen Command & Conquer: Tiberian Sun veel kritiek kreeg van fans voor de orkestrale ambientsoundtrack.
| 1.                 | Hell March 2     | 3:46 |
| 2.                 | Industrofunk     | 3:14 |
| 3.                 | Ready the Army   | 4:59 |
| 4.                 | Grinder          | 2:29 |
| 5.                 | In Deep          | 3:26 |
| 6.                 | Motorized        | 4:04 |
| 7.                 | Power            | 3:58 |
| 8.                 | 200 meters       | 4:14 |
| 9.                 | Destroy          | 4:40 |
| 10.                | Burn             | 4:39 |
| 11.                | Probing          | 4:21 |
| 12.                | Blow It Up       | 3:13 |
| 13.                | Eagle Hunter     | 4:18 |
| 14.                | Fortification    | 4:04 |
| 15.                | Jank             | 3:48 |
| 16.                | C&C In the House | 4:06 |
| Totale duur: 63:19 |                  |      |